# 約翰·安德雷

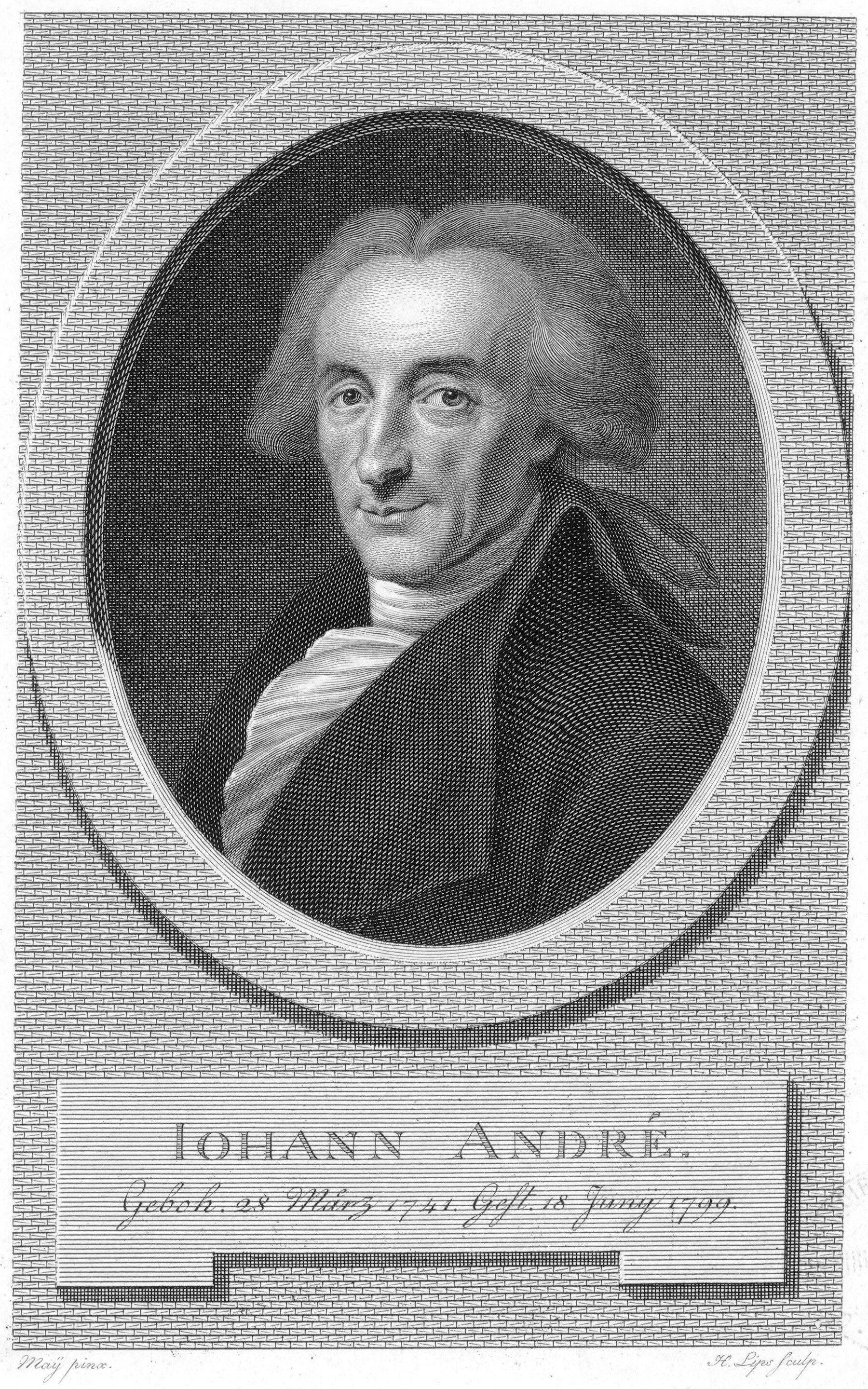
安德雷像，Johann Heinrich Lips作品

約翰·安德雷（Johann André；1741年3月28日—1799年6月18日），德國音樂家、作曲家、樂譜商。
安德雷出生在奥芬巴赫，本身自小便展現過人的音樂天賦。1774年8月17日創設了獨立運營的書鋪，在當時仍屬少有的商業模式。1777年他被任命為柏林德意志劇院音樂總監，同時亦持續奥芬巴赫方面的業務。他是最早將石版印刷技術引入出版行業的業者之一。
安德雷是詩人歌德的好友，在後者的自傳《诗与真》當中曾對安德雷有所描述。

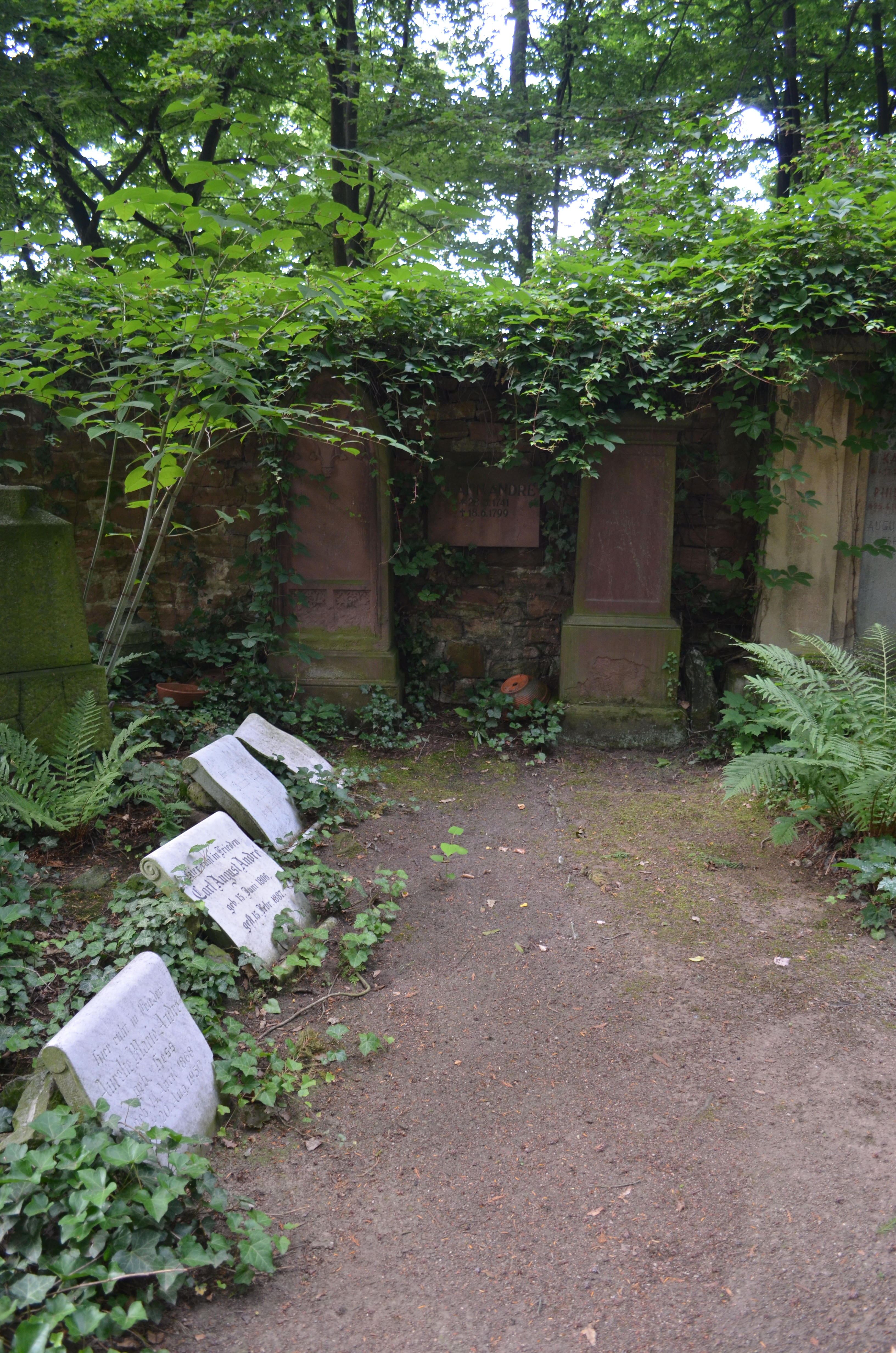
安德雷墓

安德雷於1799年逝世，他的遺體葬於舊奥芬巴赫公墓。

## 作品節選
做為作曲家，安德雷作有約卅部歌劇，以及其他類型的作品。

## 安德雷音樂出版社
1797年，安德雷音樂出版社的業務已然頗具規模，目錄計有1,052部作品，囊括歌劇、交響曲和歌曲等類型。現今，該社在法蘭克福街（Frankfurter Straße）的據點依然持續營運中。

## 個人生活
安德雷的妻子是曼海姆銀行家之女Catharina Elisabeth Schmaltz，他們的兒子約翰·安東克紹箕裘，成為一名作曲家和音樂理論學者，1799年他繼承了家族的樂譜出版工作，並從莫扎特的遺孀康絲坦茲處繼承了大師的遺稿。此外，在康絲坦茲的授意下，約翰·安東續筆了《唐·喬望尼》序曲的最後幾個小節，以便作品能順利演出。

## 外部連結
- 約翰·安德雷（德国国家图书馆目录）
- 安德雷樂譜商店 （页面存档备份，存于）
- 約翰·安德雷的免费乐谱，由国际乐谱典藏计划提供
- 安德雷音樂出版社的免費樂譜 （页面存档备份，存于），由國際樂譜典藏計劃提供
- mutopiaproject.org的免費樂譜 （页面存档备份，存于）